# Ordu
Ordu o Altınordu (Cotiora en griego) es una ciudad situada en la costa turca del mar Negro, capital de la provincia de Ordu. Tiene una población de 195.817 habitantes (2014).

## Etimología

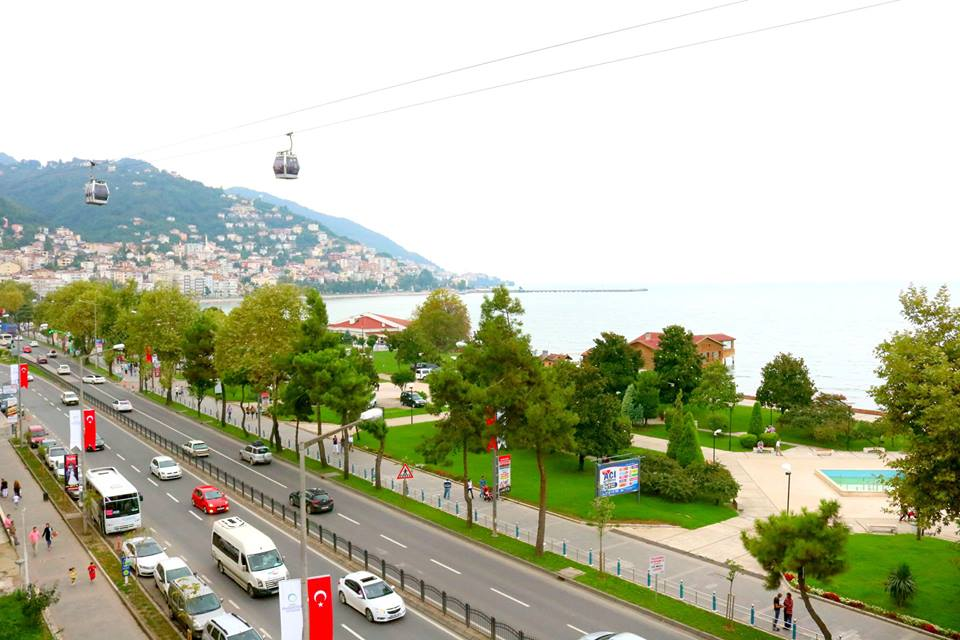
Ordu y la vista de la montaña Boztepe.

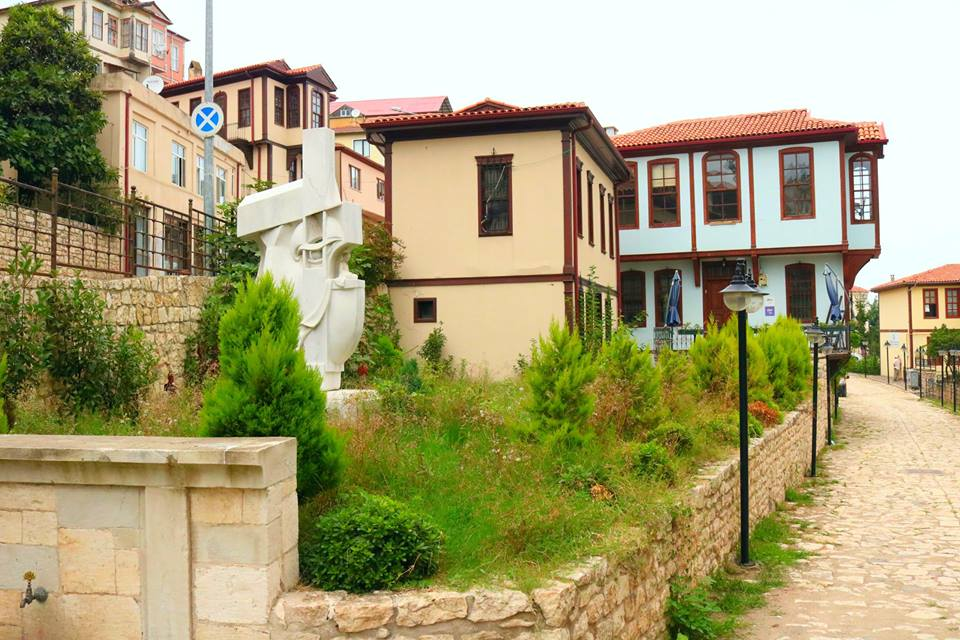
casas tradicionales en Ordu.

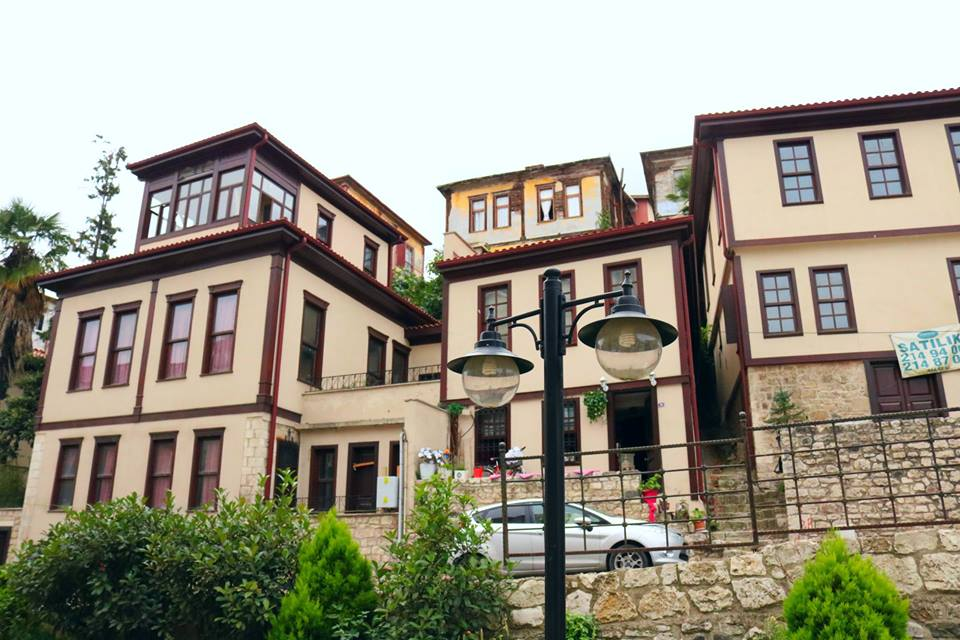
casas tradicionales en Ordu.

Ordu significa «ejército» en turco (además, ha llegado al español en la palabra «horda»). Es posible que recibiera dicho nombre debido a que, en el siglo XV, la ciudad era el cuartel general del ejército del Imperio otomano. Otra posibilidad contempla que el nombre provenga del antiguo nombre griego, Kotíora (Κοτύωρα).

## Historia
La ciudad de Ordu se fundó con el nombre de Cotiora. Según Jenofonte, se trataba de una colonia griega de Sinope —ciudad a la que pagaban tributo— que se hallaba en territorio de los tibarenos. A Cotiora llegaron los miembros de la llamada Expedición de los Diez Mil, que permanecieron durante 45 días y realizaron sacrificios a los dioses pero fueron acusados de tomar víveres por la fuerza y de haber ocupado por la fuerza algunas de las casas para alojar a los enfermos. Posteriormente, sin embargo, mantuvieron relaciones cordiales tanto con los habitantes de Cotiora como con los de Sinope.
Hasta 1800, Ordu fue un pequeño puerto cuya población era principalmente griega póntica. Durante el siglo XIX, la población creció rápidamente debido a las leyes que aprobó el sultán según las cuales las tribus nómadas debían asentarse en la zona. Tras la guerra ruso-turca (1877-1878), muchos turcos que huían del Cáucaso controlado por Rusia y Georgia se instalaron en Ordu. Los griegos abandonaron la ciudad en 1924 debido al intercambio de población entre Turquía y Grecia. Hoy en día, la población está compuesta por turcos, caucasoides, algunos armenios musulmanes (hamshenis) y una reducida comunidad de descendientes de griegos que se negaron a dejar la ciudad.

## Ordu en la actualidad

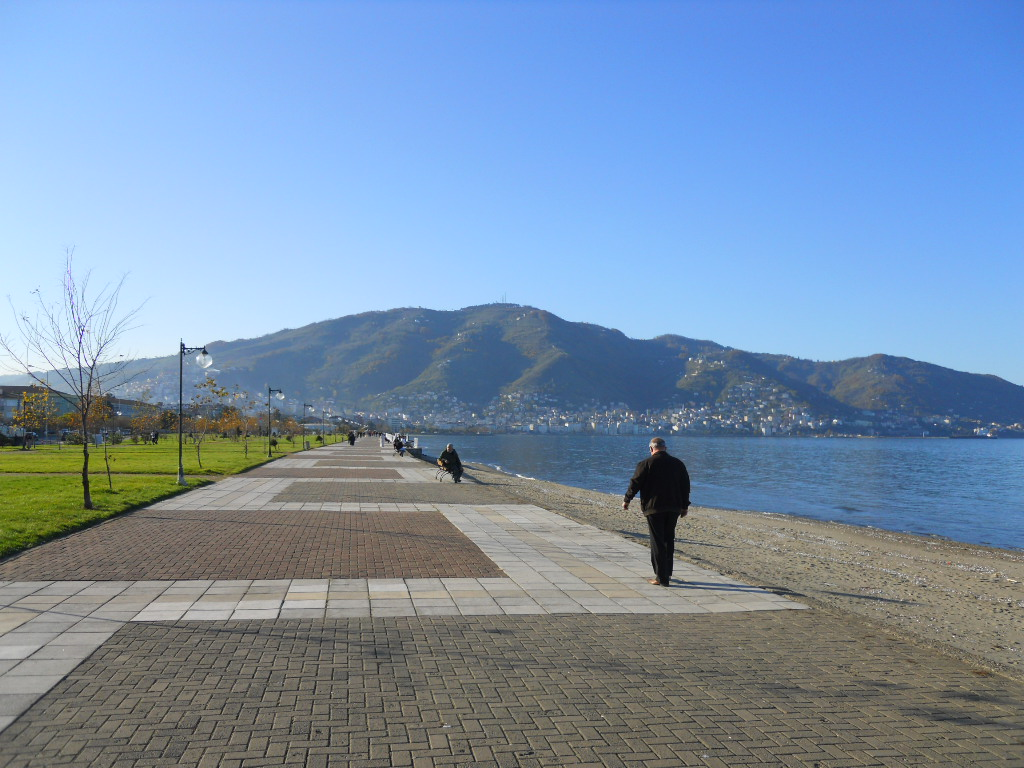
La costa de Ordu

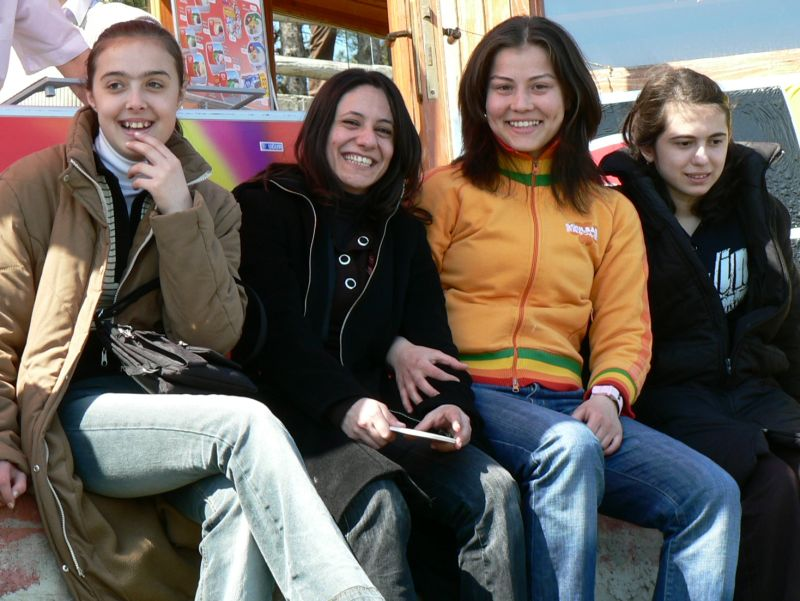
Gente de Ordu

Actualmente, existe una importante industria de producción de avellanas.
Ordu cuenta con un ambiente liberal en comparación con otras ciudades de la costa este del Mar Negro, siendo tradicionalmente de izquierdas. De hecho, se trata de una de las pocas ciudades de Turquía en las que gobierna el Partido Democrático de Izquierdas (DSP), cuando la mayor parte de la costa del mar Negro votó por el Partido de la Justicia y el Desarrollo (AKP).
La música local es típica de la región del mar Negro Black, con instrumentos como el kemençe. La gastronomía incluye el pide y el kebab, aunque también cuenta con el conocido "helado quemado", que se sirve en dos sabores, normal o caramelo.